# Helmuth Theodor Bossert
Helmuth Theodor Bossert (ur. 11 września 1889 w Landau in der Pfalz, zm. 5 lutego 1961 w Stambule) – niemiecki i turecki historyk sztuki, filolog i archeolog.
Szkołę średnią ukończył w Karlsruhe, a następnie studiował historię sztuki na uniwersytetach w Heidelbergu, Monachium, Strasburg oraz Fryburgu Bryzgowijskim. W 1913 roku uzyskał na Uniwersytecie Albrechta i Ludwika we Fryburgu stopień doktora na podstawie rozprawy dotyczącej ołtarza w Tyrolu.
Przez dwa lata pracował w muzeum we Fryburgu Bryzgowijskim. W czasie I wojny światowej był oficerem rezerwy. Po wojnie pracował w wydawnictwie Wasmuth w Berlinie. W 1933 wziął udział w kierowanej przez Kurta Bittela, wyprawie naukowej do Boğazköy. Był w tym czasie aktywistą NSDAP
W 1934 roku został mianowany profesorem języków i kultury Bliskiego Wschodu na Uniwersytecie Berlińskim, a także dyrektorem instytutu zajmującego się tą samą tematyką na Uniwersytecie Stambulskim. Około 1930 roku rozpoczął badania  hetyckiego pismem hieroglificznago i ogólnej struktury języka hetyckiego. Podczas wypraw do Turcji badał starożytne kultury anatolijskie. W lutym 1946 po raz pierwszy odwiedził Karatepe, rok później, pod jego kierownictwem rozpoczęto tam wykopaliska hetyckich pozostałości architektonicznych i rzeźb reliefowych. Podczas tej pracy Bossert odkrył dwujęzyczne, fenicko-hetyckie inskrypcje, które pozwoliły na dalsze badania języka hetyckiego.
W 1947 roku uzyskał obywatelstwo tureckie, w 1959 roku przeszedł na emeryturę.

## Wybrane publikacje
- Der ehemalige Hochaltar in Unserer Lieben Frauen Pfarrkirche zu Sterzing in Tirol, Innsbruck 1914
- Das Ornamentwerk. Eine Sammlung angewandter farbigen Ornamente und Dekorationen. Unter besonderer Berücksichtigung der weniger bekannten Kulturen für den praktischen Gebrauch, Wasmuth, Berlin 1924
- Volkskunst in Europa. Nahezu 2100 Beispiele unter besonderer Berücksichtigung der Ornamentik auf 132 Tafeln, darunter 100 in mehrfarbiger originalgetreuer Wiedergabe, Wasmuth, Berlin 1926
- Geschichte des Kunstgewerbes aller Zeiten und Völker, 6 tomów, Wasmuth, Berlin 1928–1935
- Kamerad im Westen, 1930
- Wehrlos hinter der Front, 1931
- Šantaš und Kupapa. Neue Beiträge zur Entzifferung der kretischen und hethitischen Bilderhandschrift, 1932
- Altanatolien, 1942
- Die Ausgrabungen auf dem Karatepe (Erster Vorbericht) – Karatepe Kazilari. Birinci ön-rapor, Ankara 1950
- Altsyrien. Kunst und Handwerk in Cypern, Syrien, Palästina, Transjordanien und Arabien von den Anfängen bis zum völligen Aufgehen in der griechisch-römischen Kultur, 1951